# 更屋敷村
更屋敷村（さらやしきむら）は、かつて岐阜県安八郡に存在した村である。
現在の安八郡神戸町更屋敷に該当する。

## 歴史
- 1889年（明治22年）7月1日 - 町村制により、更屋敷村が発足。
- 1897年（明治30年）4月1日 - 神戸町、北一色村、末守村と合併し、改めて神戸町が発足。同日更屋敷村廃止。